# Tablå
Tablå, av lat. tabula ("bord", "skiva", "tavla"), kan vara en systematisk sammanställning av information. Tablå är även en försvenskning av det franska ordet tableau (tavla) och syftar då på en framställning i bildform eller en del av ett skådespel. Tableau vivant är en "levande bild"; en grupp personer arrangerade för att återge ett känt konstverk eller en historisk händelse.